# Козельський Яків Павлович
Яків Павлович Козельський (1729 — 1794) — письменник, філософ-просвітитель, випускник Київської академії у 1750 р., працював у Петербурзі, а з 1770 по 1786 рр. — в Україні як член Другої Малоросійської колегії у Глухові. 

## Життєпис
Народився 1729 року в сім'ї наказного сотника в містечку Келеберди на Полтавщині. З 1744 по 1750 рік він навчався в Києво-Могилянській Академії, не закінчивши яку переїжджає до Петербургу, де спочатку стає учнем академічної гімназії, а з 1752 року — студентом Петербурзького академічного університету. По його закінченні, з 1757 по 1764 рік Я. Козельський викладає математику і механіку в Артилерійському і інженерному шляхетному корпусі. 1764 року виходять його перші друковані праці — «Арифметичні пропозиції» та «Механічні пропозиції». У цей же час він починає працювати над перекладами книг з європейської політичної історії, що безумовно відбилось на формуванні його політичних поглядів.
Залишивши військову службу з 1766 року Я. Козельський переходить на службу в Сенат, де отримує ще одну можливість детально ознайомитись з реаліями державного і політичного життя Російської імперії. 1770 року він залишає службу в Сенаті і призначається до роботи в Малоросійській колегії в Глухові. 1786 року мислитель знов з'являється в Петербурзі де 1788 р. видає «Розмову двох індійців Калана та Ібрагіма про людське пізнання».
У зв'язку з хворобою Я. Козельський 1793 року остаточно залишає столицю імперії і виїздить у свій маєток в с. Крутий берег Лубенського повіту де й помирає після 1795 року.

## Родина
Усього ж було троє братів Козельських, що носили одне й теж ім'я — Яків. Цей факт інколи заводив дослідників науково-теоретичної спадщини вченого-просвітника в оману та породжував плутанину. Випадок, коли брати носили однакове ім'я, доволі рідкісний, але не поодинокий у тогочасній Україні.
При написанні «Філософічних пропозицій…» Я. Козельський спирався на досягнення передової політичної і філософської думки тогочасної Європи, у першу чергу, на дослідження французьких філософів XVIII століття і на теорію природного права і суспільного договору.

## Творчість
Робота «Філософічні пропозиції…» була написана Я. Козельським у досить стислий термін (близько року) і її поява прив'язувалась до початку роботи «Комісії для складання нових законів». Можна припустити думку про те, що вона призначалась, у першу чергу, для депутатів від українських областей, серед яких був і його брат — майор Яків Павлович Козельський.

### Теорія природного права і суспільного договору
«У своїх розшуках відповіді на питання, в чому ж полягає причина суспільного зла, Козельський звертається до передової соціологічної думки своєї епохи. В 1768 р. він вперше в історії суспільної думки Росії використовує для критики феодально-кріпосницьких порядків і ідеології прогресивну для того часу теорію природного права і суспільного договору в інтерпретації таких радикальних французьких просвітителів, як В. А. Гельвецій та Ж. Ж. Руссо… Спираючись на цю теорію, Козельський робить одну з перших в історії суспільної думки Росії спробу виявити причини поганого стану суспільства і накреслити шляхи виходу з нього».
Широко використовує у своїй праці ідей французьких мислителів, деякі з них підтримуючи, а деякі — заперечуючи. Це звернення вченого до авторитету енциклопедистів було цілком виправданим в умовах тогочасної дійсності. Адже їх праці були широко відомі в освічених колах Росії і, особливо, підросійської України. Л. А. Коваленко вважає, « …що в колах тогочасної прогресивної інтелігенції на Україні спостерігається посилений інтерес до французького просвітництва, його лівої течії, зокрема до Руссо. Досить показовим є те, що з творами Руссо були добре обізнані на Лівобережній Україні, тобто на території, що найтісніше була пов'язана з громадсько-політичним і літературним життям Росії».

### Ідея про природний стан людини
Вихідним пунктом розмірковувань Я. Козельського про оптимальні форми організації державної влади і всього суспільного життя є традиційна для Просвітництва ідея про «природний стан людини». Підтримуючи шанованого ним Ж. Ж. Руссо в питанні про існування в минулому такого стану, мислитель не згоджується з великим французом в питанні можливості повернення людства до нього: «натуральне його благополуччя безповоротне».
Більше того, він вважає, що перехід від природного стану до громадянського є актом величезної історичної ваги і прогресивний за своєю глибинною суттю. «Людина при переміні натурального стану на громадянський отримала в поступці своїй справедливість замість спонуки, у справах своїх — мораль, замість потворної сліпоти, і у всьому своєму бутті — обов'язок замість натурального спонукання, і слідує розуму не слухаючи своєї схильності, і хоча вона через цю переміну позбавляється багатьох натуральних вигод, однак на місце того отримує інші великі властивості, здібності її значно зростають, знання розширюються, думки стають благороднішими і вся душа її підноситься до такого рівня, що коли б зловживання нового цього стану не зводило б її часто нижче натурального, то мусила б вона безумовно благословити той час, який її вивів з того стану і зробив з нерозумної і обмеженої тварини розумною і людиною».
Прогресивність переходу людства до громадянського стану Я. Козельський вбачає в набутті людиною цілого ряду нових якостей, що були неможливими раніше. Хоча мислитель і не апологетизує громадянський стан. Він підкреслює, що за набуття нових переваг людині довелося поступитись частиною свобод, що були в минулому. Російський вчений Ю. А. Коган зазначає, що «Будучи прихильником теорії договору в інтерпретації Руссо, Козельський повністю покладав на самих людей відповідальність за стан, в який прийшло людство, коли „зібравшись за фаміліями“ воно стало „видумувати різні вигоди“, „звикло власності майна“ і, вкусивши гіркоти нерівності, змушене було врешті-решт назавжди розлучитися зі своєю первісною красою». Однак сам Я. Козельський вважає, що втрата первісної, нічим необмеженої свободи не є такою вже трагедією для людства — «Людина через договір з суспільством втрачає натуральну свободу і необмежене право до всього того, що її спокушає і чого вона досягти може, а отримує громадянську свободу і власність майна. Натуральна свобода кожної людини не має інших меж, як тільки її сили, а громадянська свобода обмежена громадською волею».
Обмежена громадянська свобода, вважає просвітник, є бажанішою для людства тому, що необмеженість свободи натуральної є в значній мірі позірною. Вона залежить як від здатностей і можливостей самого індивіда, так і від зовнішніх обставин. У суспільстві ж свободи гарантуються законом і суспільним договором. Для окремої людини такі гарантії, на думку Я. Козельського, є бажанішими ніж загроза необмеженого нав'язування їй волі інших — сильніших фізично, чи хитріших розумом.
Для пересічної людини краще поступитися частиною нічим не гарантованих свобод і бажань для того, щоб отримати гарантоване задоволення більшості інших. Усвідомлення цього є запорукою благополуччя всього суспільства і кожного його члена: «Благополуччя цілого народу полягає в тому, коли кожен з його членів втрачає малу частину своїх задоволень, щоб отримати замість того незрівнянно більшу. Тому що всі люди в суспільстві бажають власності, честі, слави, покою, веселощів та іншого; коли вони всі бажатимуть того безмежно, то важко кому-небудь з них бути благополучним; а якщо кожен з них поступиться одним якимось із своїх, чи малою частиною з усіх своїх бажань суспільству, то через те вони без винятку майже у всіх своїх бажаннях будуть задоволені і тому благополучні».
Перевага громадянського стану полягає ще також і в тому, що він приносить, крім гарантованого задоволення частини натуральних свобод, і ще й те, що до цього не існувало і існувати не могло: «У громадянському стані отримує людина ще й моральну свободу, яка робить її паном над нею самою, тому що спонукання бажання є рабство, а покора встановленим законам є свобода». Моральна свобода, на думку Я. Козельського, саме і є справжньою, істинною свободою, оскільки саме мораль є тією областю людського буття де в людині проявляється людське.
Втрати від переходу до громадського стану є більше формальними ніж реальними, оскільки в природному стані люди не можуть бути дійсно рівними, а, отже, й вільними. Сильніший і розумніший у натуральному суспільстві нав'язує свою волю іншим без будь-яких обмежень, чи то моральних, чи то правових.

### Думки про рівність людей
«Людина через громадянський стан замість втрати натуральної рівності отримує рівність моральну і законну і, будучи натурально нерівною силою чи розумом, іншому робиться рівною за договором і правом». Ця думка Я. Козельського перегукується з ідеєю висловленою визначним французьким філософом П.-А. Гольбахом у роботі «Система природи» про те, що природної рівності ніколи не існувало — люди від природи є різними за своїми тілесними та розумовими даними, а, отже, дійсна рівність наступає лише в суспільстві, що перейшло до стану громадянського. Дійсна рівність людей може бути, на думку Гольбаха, лише правовою або моральною, всі інші — майнова, фізіологічна, розумова тощо — є лише спробами приховати існуючу нерівність. Правда, робота П.-А. Гольбаха була опублікована в 1770 р., тобто через декілька років після появи «Філософічних пропозицій» Я. Козельського.
Вважаючи перехід людства до громадянського стану на основі укладання суспільного договору явищем історично прогресивним Я. Козельський надає особливого значення змісту цього договору. Він вважає, що суспільні відносини можуть бути справедливими лише за тієї умови, якщо базуватимуться на справедливих законах. Суспільні пороки е закономірними наслідками поганого законодавства і порушення духу суспільного договору.
Надаючи великого значення законам в організації суспільного життя, він поділяє їх на божественні, натуральні, всесвітні та громадянські. Все що стосується людської душі регулюється божественними законами, квінтесенцією яких виступають незмінні моральні вимоги, сформульовані в десяти заповідях. «Божественний, як творця закон, передбачає благополуччя взагалі для всіх його тварей і непідвладний ніякій переміні; він містить у собі… десять заповідей, що своїм змістом є такі великі, що немає такої чесноти, що не була б схожою до них і немає такого пороку, який вони б не забороняли».
«Закон натуральний є натуральне спонукання в людині до того, що вона робити хоче або не хоче; наприклад, закони натуральні є такі: пити, гуляти, забавлятись, шукати приємного, відмовлятись від противного. Берегти своє життя, захищатись силою від шкоди, що завдається, а якщо немає сили, то тікати та інші». Він стосується задоволення тілесних потреб людини і її прав, отриманих самим фактом народження і належності до роду людського.
З переходом до громадянського стану і організувавшись в держави людство отримує ще два різновиди законів — всесвітній і громадянський: «Закон всесвітній називаю я той, який служить до безперешкодного для усіх всесвіту народів поводженню між собою, як, наприклад, посилати послів, дотримуватись нерушимо трактатів та інше … Закон громадянський називаю я той, що промишляє благополуччя тільки одним своїм громадянам, не турбуючись про інших, і схильний у міркуванні часу або місця зміні…». Ці закони встановлюються людьми і можуть бути змінними. І якщо всесвітній закон регулює відносини між державами, то громадянський — в середині них, між окремими людьми — він, по суті, і складає основний зміст суспільного договору. Громадянські закони повинні забезпечувати і захищати реалізацію природних прав людини.
Базуючись на незмінних законах божественних і натуральних, суспільний договір сприяє розвитку в суспільстві доброчестя і свободи, а якщо суперечитиме їм, то — злу і несвободі. При цьому дія законів проявляється не одразу, а внаслідок їх тривалого застосування: «Добродійною чи злою людина робиться не раптом, а через часті вправи у чеснотах чи пороці».
Розвиваючи ідею Т. Гобса про те, що суспільний договір забезпечив припинення «війни всіх проти всіх», характерної для природного стану суспільства, Я. Козельський, в той же час, не сприймає висновок англійського філософа про неможливість перегляду цієї основоположної угоди, оскільки, як відзначав відомий український дослідник В. С. Дмитриченко, «На думку гуманіста Козельського, суспільний договір не може бути спрямованим проти суспільства і його членів».
Вважаючи, що основу суспільного договору складають громадянські закони придумані людьми для регулювання відносин між собою і є змінними, Я. Козельський зазначає, що «Коли договір укладається за спільної згоди, то й скасовуватись повинен за спільною згодою ж; а якщо трапиться з якої сторони шкода в договорі, то в такому випадку сторона, що відчуває в договорі для себе шкоду і одна порушити договір може, тому що нікого до шкідливого зобов'язувати не можна».
Ідеї про можливість перегляду суспільного договору (а в деяких випадках навіть необхідність) стала основою для досить радикальних висновків Я. Козельського щодо організації суспільного життя. Як відзначає В. С. Горський «… оскільки правителі, що видають закони, бувають різні, остільки закони можуть бути несправедливими. Несправедливим, зокрема є закон, згідно з яким одна людина може перебувати в рабстві у іншої. Я. Козельський першим у суспільній думці Російської імперії піддав критиці спроби виправдати кріпацтво посиланням на „природний“ характер станового розподілу суспільства».
Цей розподіл в суспільстві є наслідком прийняття несправедливих законів. До цього правителів спонукають деякі негативні риси їх натури і, у першу чергу, самолюбство, прагнення мати більше за інших майна, влади, почестей. Це призводить до надмірного егоїзму і бажання задовольняти свої потреби за будь-яких умов, часто — за рахунок нічим, крім власного бажання, не виправданого обмеження прав і інтересів інших. «На горе роду людського і крайньої про нього скорботи, самолюбство, крайнє самолюбство, тиран розуму людського і начальник всіх його пороків та нещасть, повеліває йому залишати інші чесні дороги, а змушує його мати схильність до зброї, бачити мниме своє благополуччя в нещасті і розоренні своїх ближніх і на руїнах їх створювати свою пишність до тих пір, поки і до самих цих нахаб черга терпіти такі ж нещастя від інших».
Спроби поставити свій інтерес понад загальний, зробити його важливішим за інтерес і бажання інших членів суспільства Я. Козельський вважає порушенням основного принципу суспільного договору — кожен поступається малим на користь загалу і забезпечує собі тим самим соціальні гарантії. Він підкреслює, що «Ніякий народ не можна зробити доброчесним інакше як через поєднання особливої користі кожної людини зі спільною користю всіх… Непогано було б суспільство влаштувати так, щоб ні один його член йому, ні воно жодному своєму членові не були б тягарем».
Для того, щоб досягти компромісу між особистим і загальним вчений пропонує спиратись індивідам у своїх діях на етику розумного егоїзму — адже суспільна гармонія може існувати лише як суспільний компроміс. Для суспільного блага дуже важливим є те, щоб кожен його член усвідомив, що він є членом певного соціуму і саме в цьому статусі може отримати найповніше задоволення своїх прав і бажань. Для того щоб бути достойним членом суспільства кожна людина, вважає Я. Козельський повинна запам'ятати просту істину: «Обов'язки людини щодо інших людей полягають в тому, в чому і обов'язки її до неї самої,… Що людина винна самій собі, те вона винна і іншим людям».
Забезпечення соціального миру, узгодження інтересів всіх членів суспільства при максимально можливому забезпеченні потреб і прав кожного є на думку Я. Козельського основним завданням державної влади. Він підкреслює, що «Влада в суспільстві є не що інше, як право повелівати над ним, засноване на праведному договорі, а сила в ньому є могутність приводити все те в дію, що сприяє його благополуччю, чи неблагополуччю». В іншому ж випадку правителі не мають права на владу в суспільстві і суспільний договір може і повинен бути переглянутим.
Правильна організація суспільного життя повинна базуватись на веденні «політики», яка, як вважає вчений, «… є наука реалізовувати праведні наміри самими дієвими і притому праведними засобами в дію».

### Соціальна структура суспільства
Поряд з правильним суспільним договором і політикою основою стабільності суспільства є і певна соціальна його структура. Я. Козельський виділяє в ній чотири основних категорії громадян залежно від їх майнового стану: «У кого є більше власності, ніж скільки потрібно на нинішні і майбутні потреби, також на вигоду, забаву і прикраси, той називається багатим; у кого є стільки власності, скільки потрібно для нинішніх і майбутніх потреб, також для вигоди, забави і прикрас, той є достатня людина; у кого є стільки власності, скільки потрібно на їжу і одяг, той називається недостатня людина; а той, у кого немає і стільки власності, скільки необхідно на їжу і одяг, той називається вбога людина».
Для того, щоб суспільство було стабільним необхідно, щоб «достатні» і «недостатні» (говорячи сучасною мовою — середній клас) складали більшість. Вони є найбільш зацікавленими в дотриманні справедливого суспільного договору та в забезпеченні прав і інтересів кожного за допомогою держави. Ці соціальні групи також найбільш зацікавлені у встановленні та збереженні відповідних форм організації державної влади.

### Думки про форми державного правління
Я. Козельський зазначає, що сучасні йому вчені виділяють чотири основних форми державного правління:
- 1. Демократичну, в якій весь народ, будучи в повному зібранні, встановлює нові та знищує некорисні закони, вирішує карні та інші важливі справи.
- 2. Аристократичну, в якій сенат управляє всіма вищеписаними справами.
- З. Монархічну, в якій один государ управляє народом на основі законів.
- 4. Деспотичну, в якій один же государ керує всіма справами по своїй волі".

Вчений підтримує думку французького філософа Ш. Монтеск'є про те, що республіканська форма державного правління, до якої він відносить демократичну та аристократичну, є найбільш оптимальним для невеликих країн, а для країн з великою кількістю населення та територією найзручнішою є монархія. Цей «реверанс» в бік монархії можна вважати вимушеним зі сторони Я. Козельського, який готував свою роботу саме для роботи «Комісії для складання нових законів» і бажав бачити її опублікованою. Вчений прекрасно розумів, що всі «реформаторські» порухи Катерини II не можуть навіть допускати думки про можливість заміни її одноособової влади на будь-яку форму республіканського правління. Максимум, на що він сподівався, і це видно з його праці, це на певне обмеження монархії деякими представницькими інституціями.
Не виступаючи відкрито проти абсолютної монархії, вчений використовує авторитет європейської науки: «… пан Монтеск'є пише, що в самовладних правліннях важко або й неможливо бути добродійним людям; мені думається, що про цю справу краще тільки розмірковувати в своїй думці, а не говорити для знання всім, а публічно краще радити, що в якому б то не було правлінні можна бути народу добродійним, якщо тільки він прагнутиме до того і відмовлятиметься від повадок до пороків з тим сподіванням, що через таке великодушне терпіння з часом виведуться з суспільства повадки до пороків».
Піддаючи глибокому аналізу причини соціальних пороків сучасного йому суспільства Яків Козельський не обмежується простою констатацією факту, чи, навіть, гострою критикою існуючих реалій. Він робить спробу дати і певну позитивну програму, здійснення якої могло б, на думку вченого, допомогти людству знайти шлях до достойнішого життя. Розробку ідеалу суспільної організації вчений розробляв виходячи з двох основних позицій — внутрішнього добробуту суспільства та зовнішньої безпеки: «Засобом утримання областей в процвітаючому стані є внутрішній їх добробут та зовнішня безпека, і на цих двох підпорах стверджується їх благополуччя».
Внутрішній добробут суспільства, на думку Я. Козельського, є можливим лише за умови забезпечення кожному з його членів умов для максимально можливого задоволення прав і потреб, які не суперечать правам і потребам іншого. Всі громадяни повинні користуватись політичною і громадянською свободами та рівністю перед законом. Досягти цього можна на основі укладення справедливого суспільного договору та суворого його дотримання всіма і кожним. Регулятивним засобом такої поведінки людей повинна стати етика розумного егоїзму, виховання доброчестя та освіченість.
Те, що на перше місце у забезпеченні ідеального стану суспільних відносин Я. Козельський поставив «внутрішній добробут» є не випадковим. Адже він головну причину виникнення держави і сенс її існування визначав саме в служінні громадянам, а не навпаки. Служіння громадян державі визначалось саме тим, наскільки вона захищала їх інтереси і права. Якщо людина почувалась у державі захищеною соціально і матеріально, то й патріотизм її в цьому випадку мав реальне підґрунтя. «Зовнішня безпека суспільства головну силу отримує від внутрішнього його благополуччя». Зовнішня безпека держави не лише забезпечувалась внутрішнім добробутом, а й покликанням своїм мала сприяти йому.
Питанням зовнішньої безпеки держави, міжнародним відносинам, Я. Козельський приділяв досить значну увагу. Він, зокрема, відзначав, що на відміну від відносин у середині країн, які базуються на суспільному договорі відносини між ними залишились у тогочасному світі реальним проявом природного стану і природних прав. Саме у відносинах між державами чітко видно, що «природне право» — це право сильного, що свобода і незалежність країн визначається їх військовою силою і волею інших.
Більше того, з метою приховати панування в міжнародних відносинах звірячих порядків, узаконити право сили, владоможці намагаються унормувати їх і видати за різновид права: «Ненаситні самолюбці, не знаючи, чи не бажаючи знати, в чому полягає істинне право, видумали ще якесь воєнне право, яке ніколи не було, не є і не буде правом; а якщо його, в докір і паплюження істинного права, що перебуває під опікою самого всемогутнього божества, назвати правом, то визначення йому думаю я наступне: нелюдське бажання, поєднане з могутністю і силою, щоб завдавати своєму ближньому усіляку шкоду, навіть і саму смерть без страху покарання, називаю я воєнне право».
Зазначаючи, що в міжнародних відносинах панує «первісний» стан людських відносин, тобто «війна всіх проти всіх», Я. Козельський робить спробу класифікувати війни за критерієм їх рушійних мотивів. Він вважає, що війни за територію, багатство чи релігійні переконання (так звані «чародійні», покликані нав'язати іншим свою віру) є несправедливими і такими, що не мають право на існування в цивілізованому світі, яким повинен стати людський світ. У той же час війни оборонні, чи навіть і наступальні проти агресорів та народні повстання проти гнобителів є справедливими.
Більше того, пригноблені, обмануті чи насильно примучені до тих чи інших дій мають пріоритетне право на задоволення своїх справедливих вимог. І лише ці категорії людей, соціальні групи чи народи мають право застосовувати збройну силу і починати війну. Він говорить: «… мені думається, що ніхто у світі не має права на війну, окрім таких людей, які так скривджені, що їх кривда варта по справедливості війни, і коли при цьому вони до надання собі задоволення не мають іншого засобу крім війни». У майбутньому, коли люди досягнуть справедливого стану в середині держав вони зможуть організувати і реалізацію справедливої зовнішньої політики, виключивши назавжди війну із засобів міжнародних відносин.

### Концепція ідеальної організації держави
Концепція ідеальної організації держави Я. Козельського є своєрідною вершиною української політичної думки гетьманської доби. Написана вченим для використання в роботі членами скликаної Катериною II «Комісії…», на яку українське дворянство покладало великі надії щодо відродження "старовинних прав і вольностей, вона стала спробою теоретичної реалізації традиційних для козацтва уявлень про справедливий державно-суспільний устрій в поєднанні з досягненнями тогочасної політичної думки Західної Європи.
Оцінюючи європейський контекст політичної концепції українського вченого, В. С. Дмитриченко писав: «Відносно ж Козельського, зазначимо, що творче використання ним теорії природного права та суспільного договору допомогло йому розкрити кричущі „зловживання суспільним станом“, соціальні пороки сучасних йому суспільних порядків, піддати їх серйозній критиці, піднятись (хоч і не в прямому, яскравому виступі) до засудження та заперечення феодально-кріпосницького ладу Росії й розробити новий ідеал суспільства».
Суспільство розглядав як продукт природного права й суспільного договору, внаслідок якого виникає держава. Людина, за Я. П. Козельським, спочатку є природною істотою з її потребами в їжі, відпочинку, самозахисті тощо. Однак при переході від «природного» до культурного стану, людина втрачає частину природної свободи і приймає «суспільну волю» та закони громадянського суспільства — при цьому природний потяг до безпеки і недоторканості приватного життя нові (соціальні) норми повинні враховувати, а держава мусить надавати людині механізми їх задоволення. Проблемою, за Я. Козельським, є те, що законодавці не завжди справедливо і часто досить довільно встановлюють норми, які порушують позиції природного права, а отже, розхитують підмурівок справжніх людських відносин, зводять нанівець моральну єдність суспільства. Тому для відновлення справедливості потрібна нова моральна філософія, яка покаже людям шлях до щастя.
Шляхи вдосконалення суспільства Я. Козельський вбачав у поліпшенні законів, накопиченні знань та у принципі «здорового егоїзму», завдяки якому кожна людина чимось поступиться для суспільної користі. Якщо ж несправедливість існуватиме, то людина може скористатися правом «защищаться силою от наносимого вреда».